# حرب الخلافة البولندية
كانت حرب الخلافة البولندية بين عامي 1733 و1735 صراعًا أوروبيًا ضخمًا أثارته حرب أهلية بولندية سببها الصراع على خلافة أغسطس الثاني ’القوي’ ملك بولندا، والذي ساهمت في إشعاله القوى الأوروبية الأخرى بحثًا عن مصالحها الوطنية الخاصة. حاولت دولتا عائلة بوربون (فرنسا وإسبانيا) اختبار قوة عائلة هابسبورغ في غرب أوروبا، كذلك حاولت مملكة بروسيا، في حين تحركت ساكسونيا وروسيا لدعم المنتصر البولندي في النهاية. أدى الصراع في بولندا إلى صعود أغسطس الثالث، والذي كان مدعومًا من قبل عائلة هابسبورغ بالإضافة إلى روسيا وساكسونيا.
حدثت كبرى الحملات العسكرية والمعارك في هذه الحرب خارج حدود بولندا. تحرك البوربون -مدعومين من قبل كارلو إمانويلي الثالث ملك سردينيا- ضد أراضي هابسبورغ المعزولة. في منطقة الراينلاند، نجحت فرنسا في السيطرة على دوقية لورين، وفي إيطاليا نجحت إسبانيا في استعادة السيطرة على مملكتي نابولي وصقلية التي خسرتهما في حرب الخلافة الإسبانية، في حين كانت المكتسبات الجغرافية في الشمال الإيطالي محدودة على الرغم من الحملات العسكرية الدموية. عبّر رفض بريطانيا العظمى التدخل إلى جانب النمسا بقيادة عائلة هابسبورغ عن ضعف التحالف الإنجليزي النمساوي، وقد يكون من العوامل التي ساهمت في إخفاقات النمسا العسكرية.
على الرغم من الوصول إلى سلام مبدئي في عام 1735، انتهت الحرب رسميًا بمعاهدة فيينا عام 1738، وفيها أُعلن عن الموافقة على أغسطس الثالث ملكًا لبولندا، ومنح خصمه ستانيسلاف الأول دوقية لورين من قبل فرنسا. أما دوق لورين فرانسيس ستيفن، فقد مُنح دوقية توسكانا الكبرى كتعويض عن خسارة لورين. ذهبت ملكية دوقية بارما إلى النمسا بينما حصل كارلوس الثالث ملك إسبانيا على نابولي وصقلية، مؤديًا إلى حصول عائلة بوربون على مكتسبات جغرافية إجمالية. سلمت بولندا أيضًا مطالبها بليفونيا والسيطرة المباشرة على دوقية كورلاند وسيميغاليا، والتي لم تدخل ضمن حدود بولندا الأصلية على الرغم من بقائها كإقطاعة بولندية، وخضعت للسيطرة الروسية القوية المتزايدة التي لم تنته إلا بسقوط الإمبراطورية الروسية عام 1917.

## خلفية تاريخية
بعد موت زغمونت الثاني أغسطس في عام 1572، انتُخب ملك بولندا من قبل الشلاختا، وهي هيئة مكونة من طبقة النبلاء البولندية في مجلس خاص دُعي باسم ’سيم الانتخابات’. قيد السيم -وهو الهيئة التشريعية الرئيسية في الدولة البولندية الليتوانية- السلطة الملكية بشكل متزايد. كان مجلس السيم بدوره مشلولًا في الكثير من الأحيان نتيجة الفيتو الحر، وهو حق أي عضو في المجلس بالاعتراض على قراراته. كثيرًا ما أثر جيران بولندا على مجلس السيم، وبحلول أوائل القرن الثامن عشر كان النظام الديمقراطي في بولندا في طريقه إلى الزوال.
في عام 1697 أصبح أغسطس الثاني ملكًا، مدعومًا من قبل النمسا وروسيا. وبعد أن أطاح بحكمه ستانيسلاف ليزينسكي في عام 1705، عاد إلى الحكم بعد أربعة أعوام وهرب ستانيسلاف إلى فرنسا حيث تزوجت ابنته ماريا من لويس الخامس عشر ملك فرنسا عام 1725. فشل أغسطس في محاولته الهادفة إلى توريث العرش البولندي لابنه أغسطس الثالث، ما أدى إلى صراع على العرش عند موته عام 1733. في اتفاقية لوفنفولده السرية عام 1732، وافقت كل من روسيا والنمسا وبروسيا على الاعتراض على اختيار أي من ستانيسلاف أو أغسطس الثالث، ودعم مانويل البرتغالي بدلًا منهما.
تزامن الخلاف مع تفكك التحالف الإنجليزي الفرنسي، والذي كان قد سيطر على أوروبا منذ عام 1714. اشترطت اتفاقية أوترخت بقاء فرنسا وإسبانيا منفصلتين، عنى هذا أنه وعلى الرغم من العلاقة القوية بين الملك الفرنسي لويس الخامس عشر وعمه فيليب الخامس ملك إسبانيا، كان البلدان خصمين في حرب التحالف الرباعي بين عامي 1718 و 1720. عندما أصبح الكاردينال فلوري كبير أساقفة فرنسا عام 1726، سعى إلى توطيد العلاقة مع إسبانيا، ساعدته على ذلك ولادة لويس دوفين فرنسا عام 1729، ما بدا أنه أكد على بقاء الدولتين منفصلتين.
دعم فلوري ستانيسلاف، أملًا منه بإضعاف النمسا وتأمين دوقية لورين الاستراتيجية والتي كانت تحت الاحتلال الفرنسي طوال فترة طويلة من القرن السابق. كان من المتوقع أن يتزوج الدوق الحالي فرانسيس ستيفن من ماريا تيريزا وريثة الإمبراطور كارل السادس، ما كان ليجعل النمسا قريبة بشكل خطر من فرنسا. في الوقت ذاته، أراد فيليب استعادة الأراضي الإيطالية التي سُلمت للنمسا عام 1714، ما قاد إلى ’ميثاق العائلة’ بين فرنسا وإسبانيا عام 1733.

## استشهادات
1. ↑  Lewinski-Corwin 1917، صفحات 266-268.
2. ↑  Lodge 1931، صفحات 146-147.
3. ↑  Ward 1909، صفحة 63.